# 章如愚

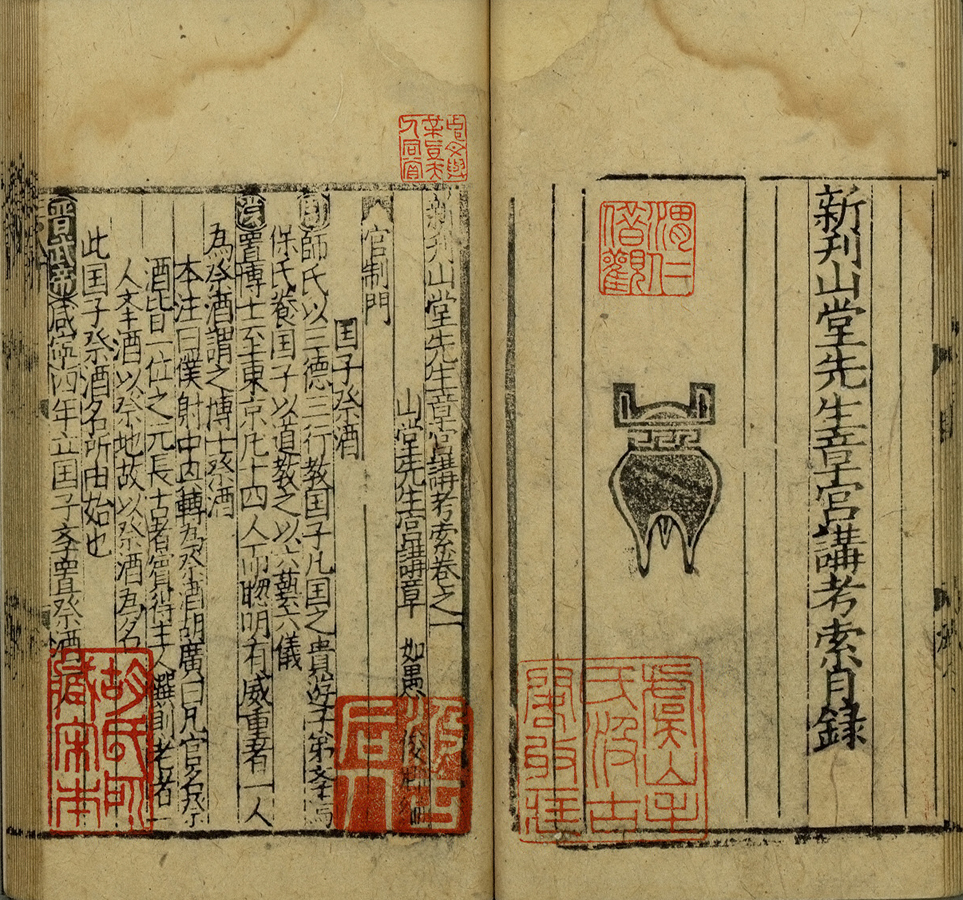
《新刊山堂先生章宮講考索》,宋刊巾箱本

章如愚（?—?），字俊卿，号山堂。南宋婺州金华（今属浙江）人。
章关之孙。自幼穎悟，南宋慶元二年丙辰進士。擔任國子博士，出知贵州（今廣西省貴港市）。开禧初年，被召回京，官至史馆编校，又因上疏忤韩侘胄罢归，結草堂於章祁村的山塘岭之中，致力於講學。仿照傅寅之《群書百考》的方式，另撰《山堂先生群书考索》（簡稱《群書考索》），有百萬言，“几与马端临、郑渔仲鼎立”。去世後，門人諡爲“山堂先生”。《宋史》無傳。